# Saint-Remy (Vosges)
Pour les articles homonymes, voir Saint-Remy.
Saint-Remy est une commune française située dans le département des Vosges en région Grand Est.

## Géographie

### Localisation
La commune est à 2,8 km de La Salle, 3,7 de Nompatelize et 3,8 de Etival-Clairefontaine.

### Sismicité
Commune située dans une zone 3 de sismicité modérée.

### Communes limitrophes
Les communes limitrophes sont Étival-Clairefontaine, Jeanménil, Nompatelize, Saint-Benoît-la-Chipotte et La Salle.
| Étival-Clairefontaine    | Étival-Clairefontaine | Étival-Clairefontaine |
| Saint-Benoît-la-Chipotte | Saint-Remy            | Nompatelize           |
| Jeanménil                | La Salle              |                       |

### Géologie et relief
La commune compte deux cols : celui du Haut-du-Bois (492 m) et celui de la Chipotte (458 m).
Le taux de boisement de la commune est de 32%, dont 300 hectares de terrains bois communaux et environ 100 hectares de forêts privées.

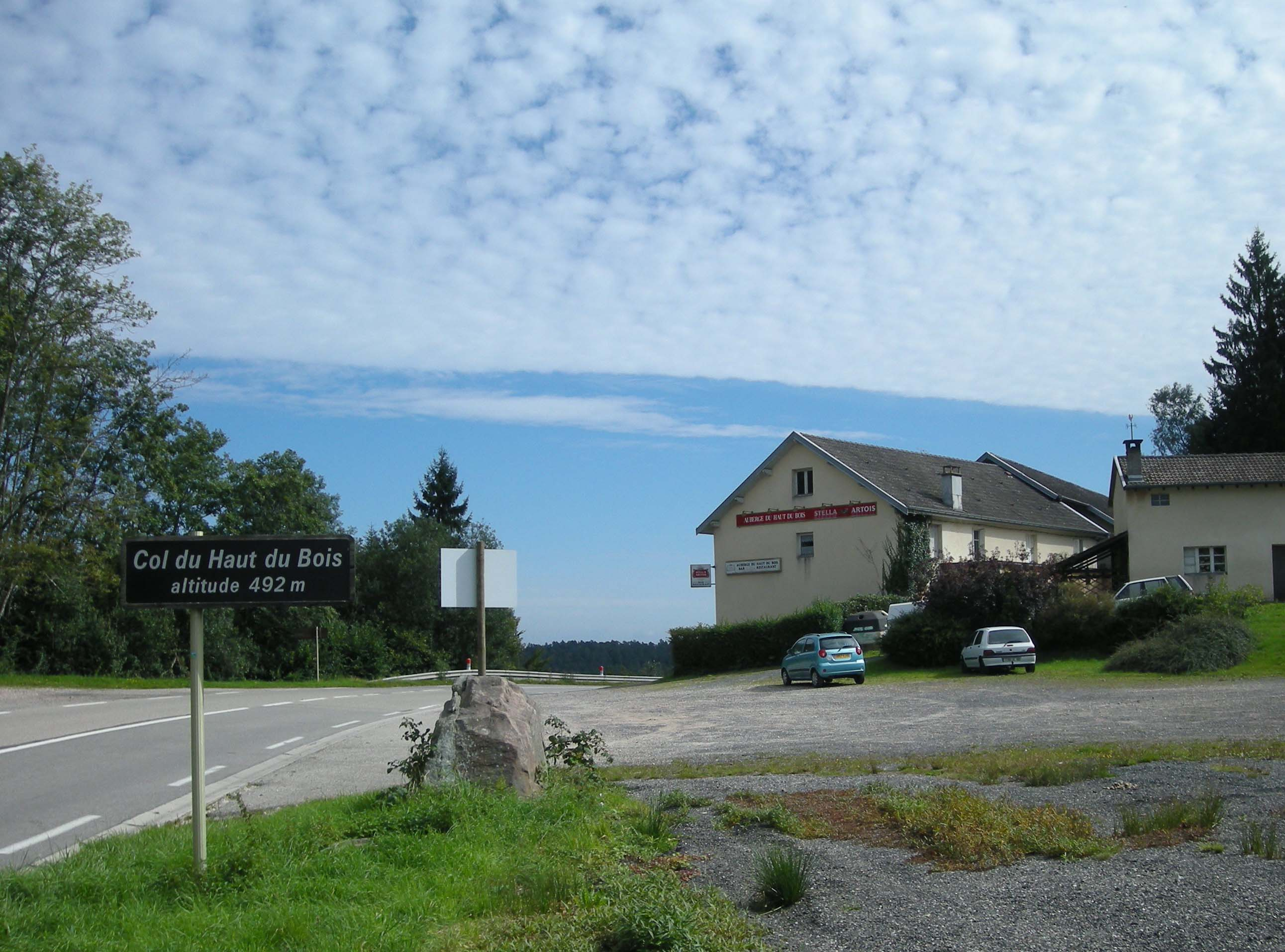
Le Col du Haut-du-Bois.
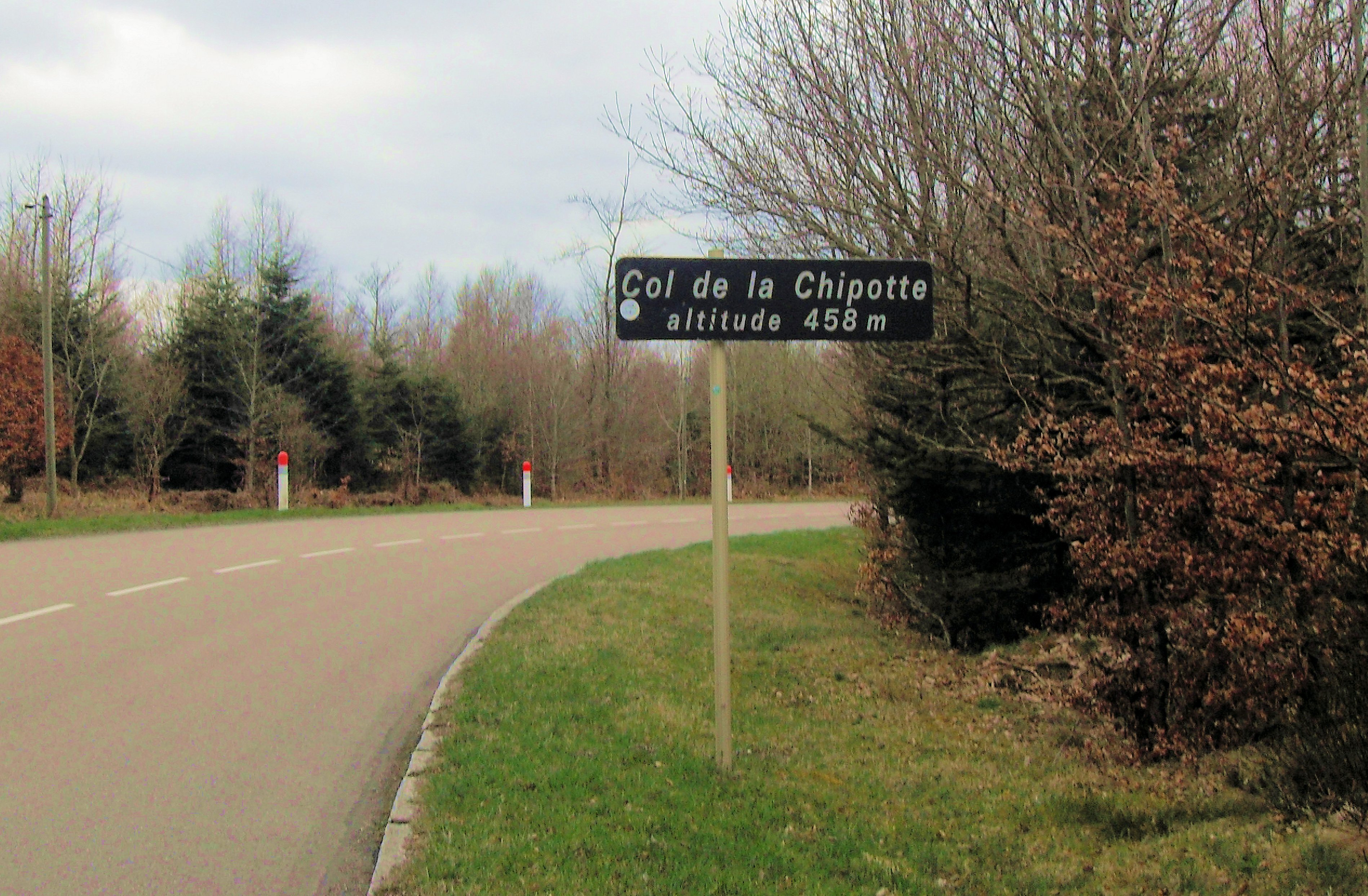
Le Col de la Chipotte.

### Hydrographie et les eaux souterraines

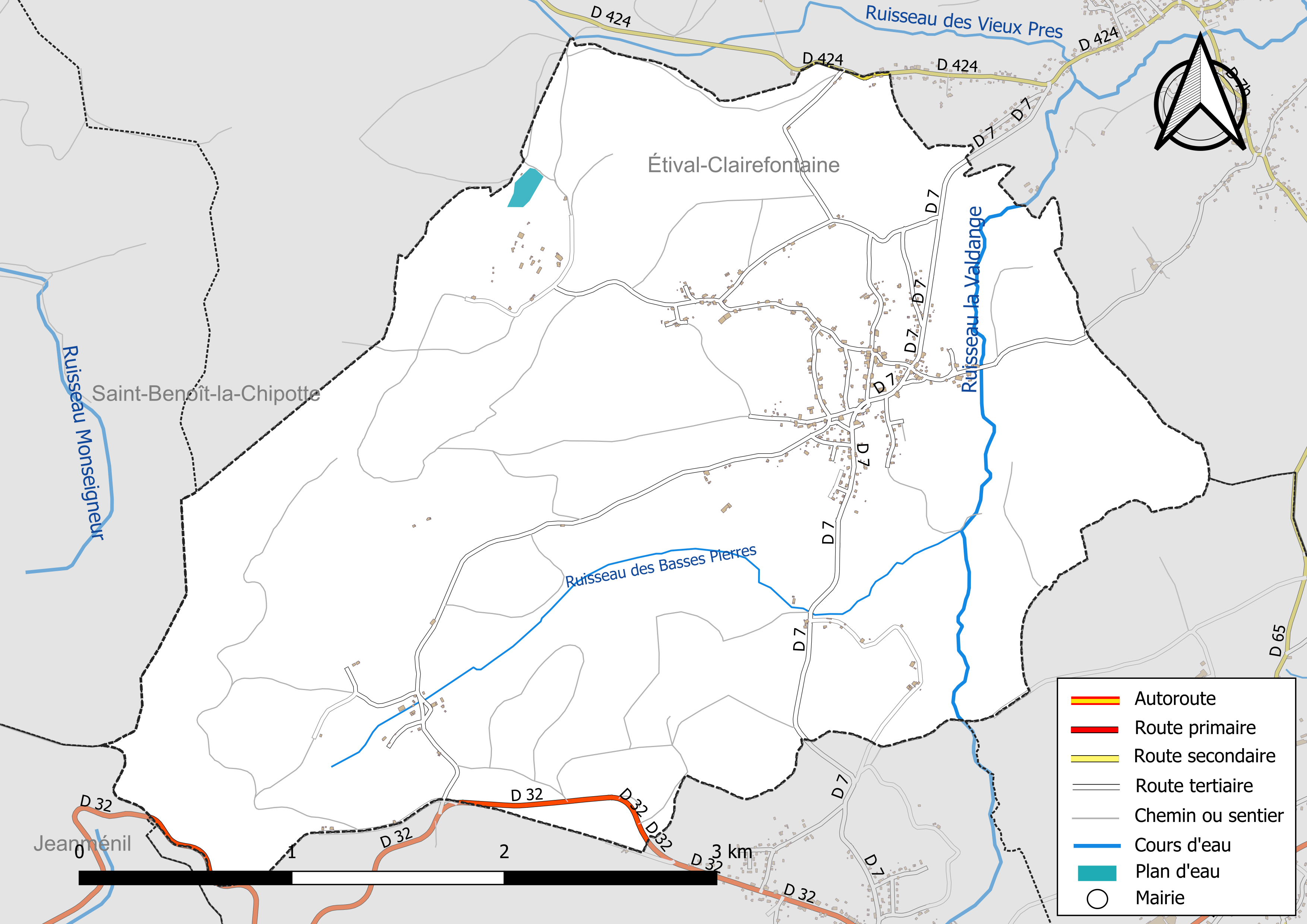
Réseaux hydrographique et routier de Saint-Remy.

Hydrogéologie et climatologie : Système d’information pour la gestion des eaux souterraines du bassin Rhin-Meuse :
Territoire communal : Occupation du sol (Corinne Land Cover); Cours d'eau (BD Carthage),
Géologie : Carte géologique; Coupes géologiques et techniques,
 Hydrogéologie : Masses d'eau souterraine; BD Lisa; Cartes piézométriques.
La commune est située dans le bassin versant du Rhin au sein du bassin Rhin-Meuse. Elle est drainée par la ruisseau la Valdange et le ruisseau des Basses Pierres,.
La Valdange, d'une longueur totale de 14,8 km, prend sa source dans la commune de La Bourgonce et se jette dans la Meurthe à Étival-Clairefontaine, après avoir traversé cinq communes.
La qualité des cours d’eau peut être consultée sur un site dédié géré par les agences de l’eau et l’Agence française pour la biodiversité.

### Climat
Pour des articles plus généraux, voir Climat du Grand Est et Climat des Vosges.
En 2010, le climat de la commune est de type climat de montagne, selon une étude du Centre national de la recherche scientifique s'appuyant sur une série de données couvrant la période 1971-2000. En 2020, Météo-France publie une typologie des climats de la France métropolitaine dans laquelle la commune est exposée à un climat semi-continental et est dans la région climatique Vosges, caractérisée par une pluviométrie très élevée (1 500 à 2 000 mm/an) en toutes saisons et un hiver rude (moins de 1 °C).
Pour la période 1971-2000, la température annuelle moyenne est de 9,4 °C, avec une amplitude thermique annuelle de 16,8 °C. Le cumul annuel moyen de précipitations est de 1 064 mm, avec 12,8 jours de précipitations en janvier et 10,2 jours en juillet. Pour la période 1991-2020, la température moyenne annuelle observée sur la station météorologique de Météo-France la plus proche, « Ban-de-Sapt », sur la commune de Ban-de-Sapt à 14 km à vol d'oiseau, est de 10,3 °C et le cumul annuel moyen de précipitations est de 1 027,3 mm. 
La température maximale relevée sur cette station est de 36,9 °C, atteinte le 7 août 2015 ; la température minimale est de −17 °C, atteinte le 19 décembre 2009,,.
Les paramètres climatiques de la commune ont été estimés pour le milieu du siècle (2041-2070) selon différents scénarios d'émission de gaz à effet de serre à partir des nouvelles projections climatiques de référence DRIAS-2020. Ils sont consultables sur un site dédié publié par Météo-France en novembre 2022.

## Urbanisme

### Typologie
Au 1er janvier 2024, Saint-Remy est catégorisée commune rurale à habitat dispersé, selon la nouvelle grille communale de densité à sept niveaux définie par l'Insee en 2022.
Elle est située hors unité urbaine. Par ailleurs la commune fait partie de l'aire d'attraction de Saint-Dié-des-Vosges, dont elle est une commune de la couronne,. Cette aire, qui regroupe 47 communes, est catégorisée dans les aires de 50 000 à moins de 200 000 habitants,.

### Occupation des sols

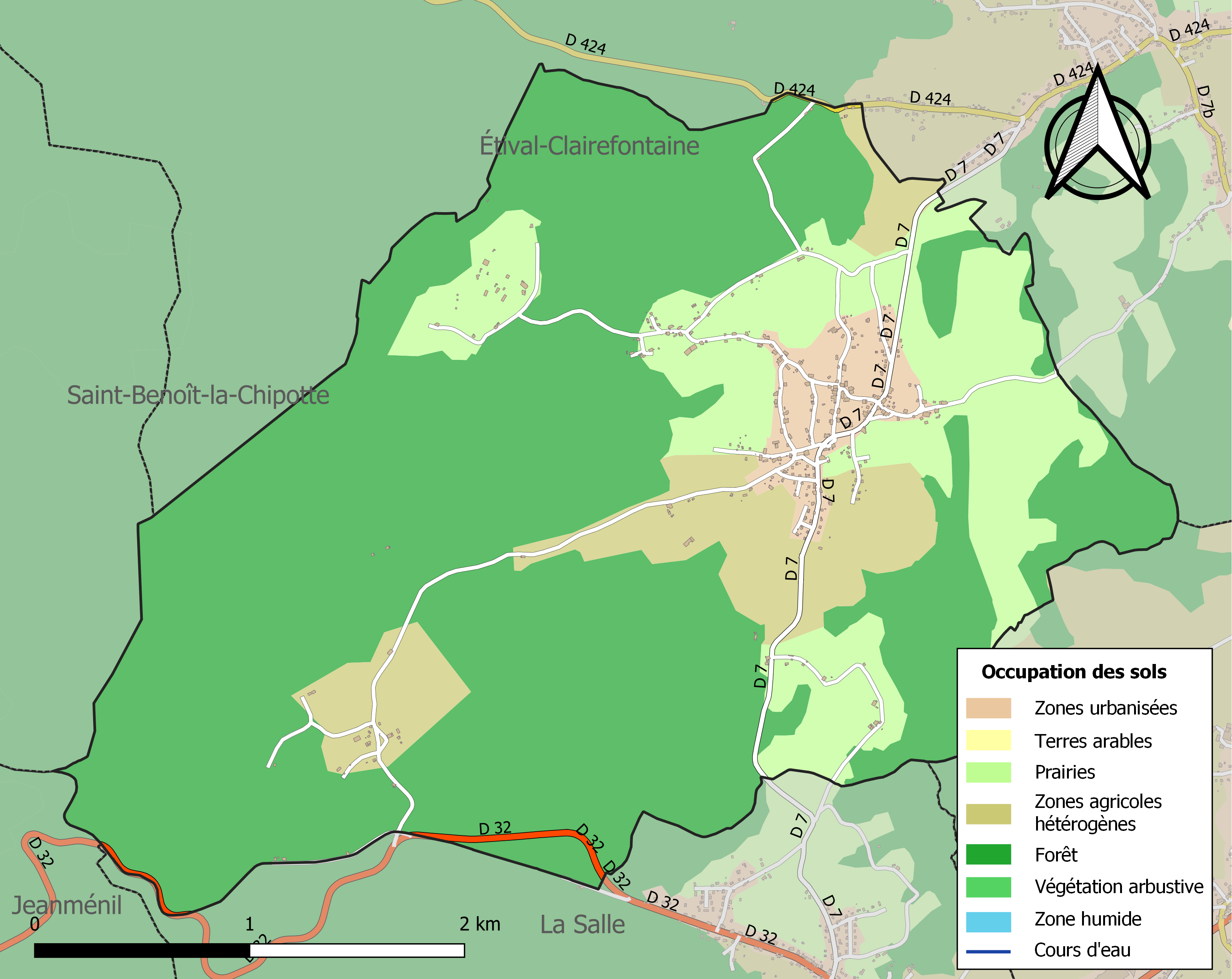
Carte des infrastructures et de l'occupation des sols de la commune en 2018 (CLC).

L'occupation des sols de la commune, telle qu'elle ressort de la base de données européenne d’occupation biophysique des sols Corine Land Cover (CLC), est marquée par l'importance des forêts et milieux semi-naturels (68,7 % en 2018), en diminution par rapport à 1990 (71,6 %). La répartition détaillée en 2018 est la suivante : 
forêts (68,7 %), prairies (17,5 %), zones agricoles hétérogènes (10,2 %), zones urbanisées (3,7 %). L'évolution de l’occupation des sols de la commune et de ses infrastructures peut être observée sur les différentes représentations cartographiques du territoire : la carte de Cassini (XVIIIe siècle), la carte d'état-major (1820-1866) et les cartes ou photos aériennes de l'IGN pour la période actuelle (1950 à aujourd'hui).

### Habitat et logement
En 2018, le nombre total de logements dans la commune était de 241, alors qu'il était de 235 en 2013 et de 221 en 2008.
Parmi ces logements, 89,2 % étaient des résidences principales, 6,2 % des résidences secondaires et 4,6 % des logements vacants. Ces logements étaient pour 90,9 % d'entre eux des maisons individuelles et pour 7,9 % des appartements.
Le tableau ci-dessous présente la typologie des logements à Saint-Remy en 2018 en comparaison avec celle des Vosges et de la France entière. Une caractéristique marquante du parc de logements est ainsi une proportion de résidences secondaires et logements occasionnels (6,2 %) inférieure à celle du département (9,7 %) et à celle de la France entière (9,7 %). Concernant le statut d'occupation de ces logements, 86,5 % des habitants de la commune sont propriétaires de leur logement (88,7 % en 2013), contre 64,2 % pour les Vosges et 57,5 % pour la France entière.
| Typologie                                               | Saint-Remy | Vosges | France entière |
| ------------------------------------------------------- | ---------- | ------ | -------------- |
| Résidences principales (en %)                           | 89,2       | 79     | 82,1           |
| Résidences secondaires et logements occasionnels (en %) | 6,2        | 9,7    | 9,7            |
| Logements vacants (en %)                                | 4,6        | 11,3   | 8,2            |

## Toponymie
Le nom de la localité est attesté sous les formes Sanctum Remigium (880) ; Capellam S. Remigii (1140) ; « La mason c’on dit Saint Remei » (1276) ; Sant Remy on ban d’Estivay (1280) ; Saint Remiey (1286) ; Sent Remy (1291) ; Sein Remei (1306) ; Saint Remey (1306) ; Saint Remig (1468) ; S. Remis (XVIIe siècle) ; Saint Remi (1695) ; Remy-aux-Chênes (1790). Au cours de la Révolution française, la commune porte le nom de Chêne-Libre.

Saint-Remy est hagiotoponyme qui fait référence à Remigius.
Ses habitants sont appelés les Saint-Rémois.

## Histoire

### Moyen Âge
C'est Flodoard qui a rapporté le testament de Saint-Remy, où la première église Fanum fut bâtie sur les rives occidentales de la Meurthe, nommée Stivagium, pays de la charrue (Histoire de l'église de Reims, Marlot) usurpée sur l'église de Reims, puis restituée par Louis de Germanie après le partage de Charles II le Chauve en 870.

### Temps modernes
Saint-Remy dépend, en 1594 du bailliage de Nancy, prévôté de Saint-Dié, et du ban d’Étival, dont l’abbé était seigneur, haut, moyen et bas justicier.
En 1751, le village relève du bailliage et de la maîtrise de Saint-Dié.
Au spirituel, l’église de Saint-Remy dépendait du doyenné de Salm et de l’Abbaye Saint-Pierre d'Étival, qui percevait les deux tiers des dîmes, l’autre tiers étant au bénéfice du curé.

### Révolution française et Empire
En 1790, la commune, instituée par la Révolution française, relève du district de Saint-Dié et du canton de Nompatelize
L’église est reconstruite en 1800.

### Époque contemporaine
La mairie et les écoles sont réédifiées en 1848.
Lors de la guerre franco-allemande de 1870, au cours de la bataille de Nompatelize, le 6 octobre 1870, la commune de Saint-Remy est le théâtre d’un combat contre les Allemands. Un monument a été élevé par souscription à la mémoire des 97 Français tués dans cette rencontre,.

Saint-Remy au tout début du XXe siècle
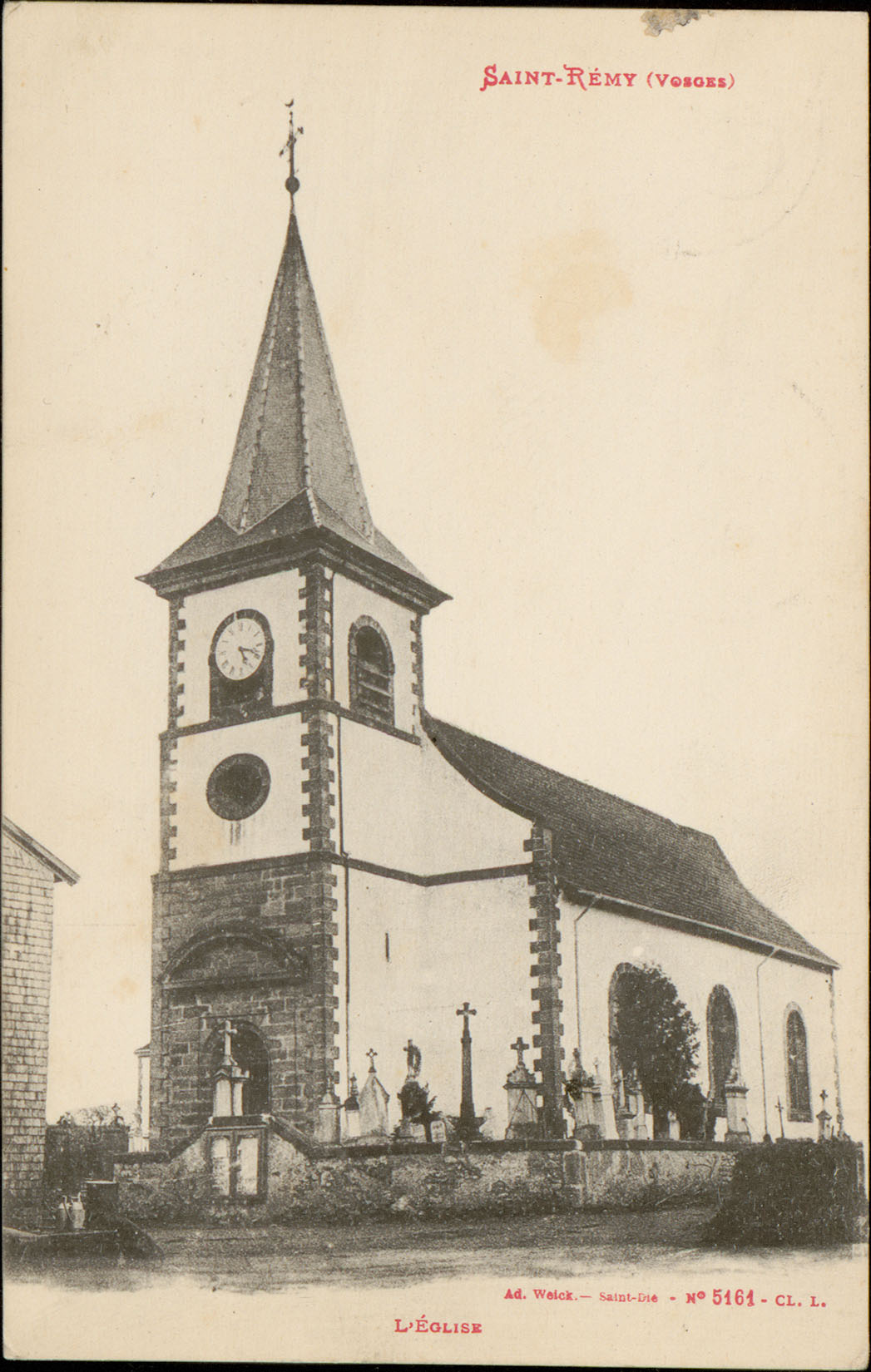
L'église (carte postale Adolphe Weick).
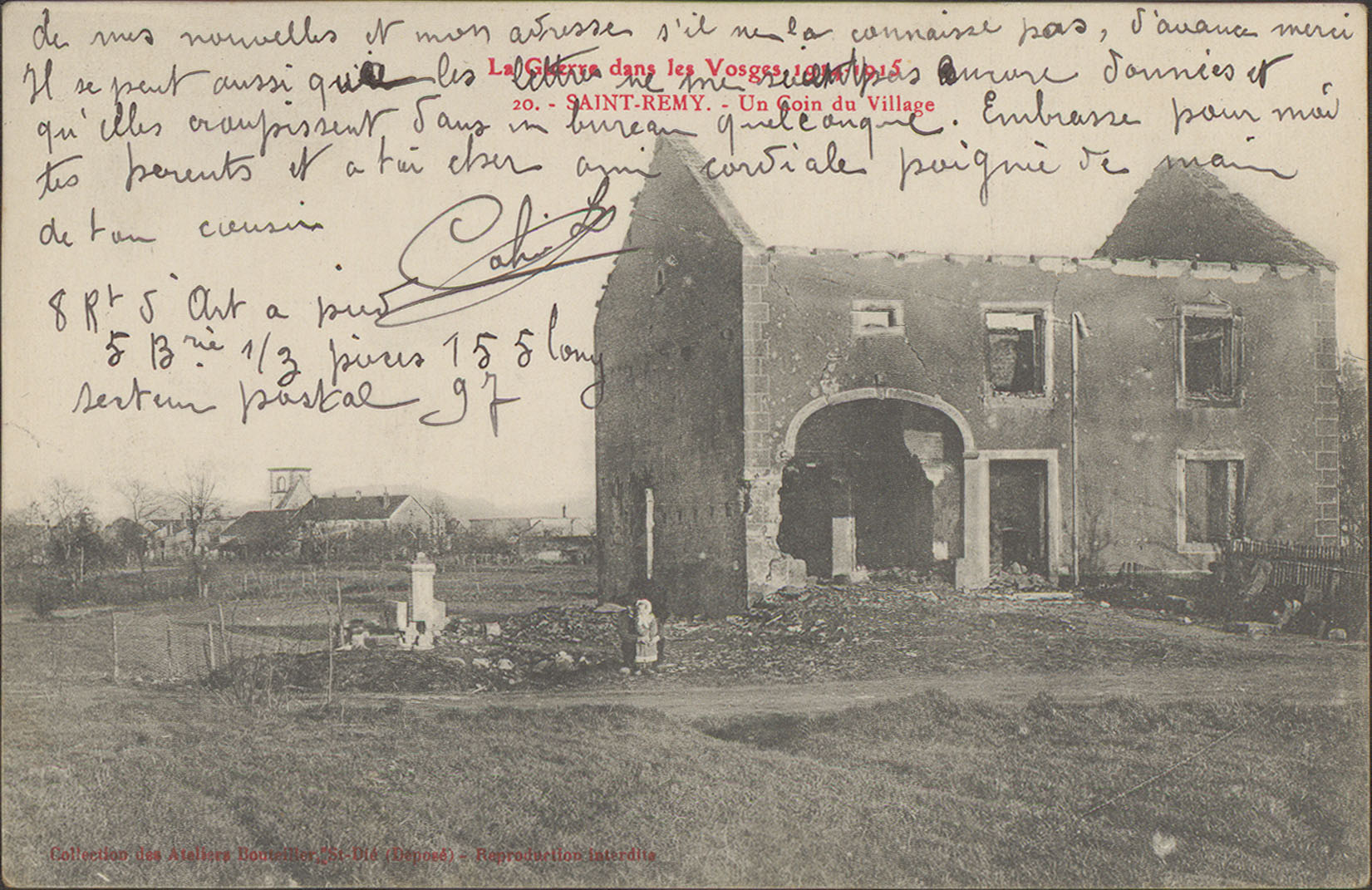
Maison détruite au cours de la Première Guerre mondiale.

La commune a été décorée le 22 octobre 1921 de la croix de guerre 1914-1918.

## Politique et administration

### Rattachements administratifs et électoraux

#### Rattachements administratifs
La commune se trouve   dans l'arrondissement de Saint-Dié-des-Vosges du département des Vosges.
Elle faisait partie depuis 1801 du canton de Raon-l'Étape. Dans le cadre du redécoupage cantonal de 2014 en France, cette circonscription administrative territoriale a disparu, et le canton n'est plus qu'une circonscription électorale.

#### Rattachements électoraux
Pour les élections départementales, la commune fait partie depuis 2014 d'un nouveau canton de Raon-l'Étape porté de 9 à 40 communes.
Pour l'élection des députés, elle fait partie de la deuxième circonscription des Vosges.

### Intercommunalité
Saint-Remy était membre de la petite communauté de communes du Ban d'Étival, un établissement public de coopération intercommunale (EPCI) à fiscalité propre créé en 1998 et auquel la commune avait transféré un certain nombre de ses compétences, dans les conditions déterminées par le code général des collectivités territoriales.
Conformément aux prescriptions de la loi de réforme des collectivités territoriales du 16 décembre 2010, qui a prévu le renforcement et la simplification des intercommunalités et la constitution de structures intercommunales de grande taille, cette intercommunalité a fusionné le 1er janvier 2014 avec les communautés de communes du Pays de Senones et de la Vallée du Hure pour former la Communauté de communes du Pays des Abbayes.
Une seconde fusion intervient dans le cadre des dispositions de la loi portant nouvelle organisation territoriale de la République du 7 août 2015, qui prévoit que les établissements publics de coopération intercommunale (EPCI) à fiscalité propre doivent avoir un minimum de 15 000 habitants, et cinq intercommunalités dont la communauté de communes du Pays des Abbayes se regroupent pour former, le 1er janvier 2017, la communauté d'agglomération de Saint-Dié-des-Vosges, dont est désormais membre la commune.

### Liste des maires
| Période                                  | Période                        | Identité         | Étiquette | Qualité                                                                              |
| ---------------------------------------- | ------------------------------ | ---------------- | --------- | ------------------------------------------------------------------------------------ |
| Les données manquantes sont à compléter. |                                |                  |           |                                                                                      |
|                                          |                                |                  |           |                                                                                      |
| mars 1977                                | juin 1995                      | Bernard Claudel  |           |                                                                                      |
| juin 1995                                | En cours (au 16 décembre 2022) | M. Claude George |           | Cadre de l'industrie automobile Président de la CA de Saint-Dié-des-Vosges (2022 → ) |

## Finances communales

### Budget et fiscalité 2022
En 2022, le budget de la commune était constitué ainsi :
- total des produits de fonctionnement : 283 000 €, soit 534 € par habitant ;
- total des charges de fonctionnement : 212 000 €, soit 400 € par habitant ;
- total des ressources d'investissement : 214 000 €, soit 403 € par habitant ;
- total des emplois d'investissement : 130 000 €, soit 245 € par habitant ;
- endettement : 63 000 €, soit 119 € par habitant.

Avec les taux de fiscalité suivants :
- taxe d'habitation : 20,93 % ;
- taxe foncière sur les propriétés bâties : 34,39 % ;
- taxe foncière sur les propriétés non bâties : 19,43 % ;
- taxe additionnelle à la taxe foncière sur les propriétés non bâties : 0,00 % ;
- cotisation foncière des entreprises : 0,00 %.

Chiffres clés Revenus et pauvreté des ménages en 2021 : médiane en 2021 du revenu disponible, par unité de consommation : 24 220 €.

## Économie

### Entreprises et commerces

#### Agriculture
- Sylviculture et autres activités forestières.
- Élevage de vaches laitières.
- Élevage d'ovins et de caprins.
- Élevage d'autres bovins et de buffles.

#### Tourisme
- Hébergements et restauration à Etival-Clairefontaine, Raon-l'Etape, La Salle, Nompatelize.

#### Commerces
- Commerces et services de proximité.

## Population et société

### Démographie

#### Évolution démographique
L'évolution du nombre d'habitants est connue à travers les recensements de la population effectués dans la commune depuis 1793. Pour les communes de moins de 10 000 habitants, une enquête de recensement portant sur toute la population est réalisée tous les cinq ans, les populations de référence des années intermédiaires étant quant à elles estimées par interpolation ou extrapolation. Pour la commune, le premier recensement exhaustif entrant dans le cadre du nouveau dispositif a été réalisé en 2008.

En 2022, la commune comptait 519 habitants, en évolution de +0,19 % par rapport à 2016 (Vosges : −2,96 %, France hors Mayotte : +2,11 %).
| 1793 | 1800 | 1806 | 1821 | 1831 | 1836 | 1841 | 1846 | 1856 |
| ---- | ---- | ---- | ---- | ---- | ---- | ---- | ---- | ---- |
| 474  | 560  | 632  | 756  | 762  | 847  | 924  | 912  | 806  |

| 1861 | 1866 | 1876 | 1881 | 1886 | 1891 | 1896 | 1901 | 1906 |
| ---- | ---- | ---- | ---- | ---- | ---- | ---- | ---- | ---- |
| 817  | 831  | 724  | 628  | 595  | 584  | 544  | 530  | 506  |

| 1911 | 1921 | 1926 | 1931 | 1936 | 1946 | 1954 | 1962 | 1968 |
| ---- | ---- | ---- | ---- | ---- | ---- | ---- | ---- | ---- |
| 455  | 396  | 395  | 386  | 369  | 337  | 323  | 317  | 295  |

| 1975 | 1982 | 1990 | 1999 | 2006 | 2008 | 2013 | 2018 | 2022 |
| ---- | ---- | ---- | ---- | ---- | ---- | ---- | ---- | ---- |
| 342  | 360  | 418  | 428  | 488  | 505  | 518  | 519  | 519  |

### Enseignement
Établissements d'enseignements :
- Écoles maternelles et primaires à Saint-Remy, La Bourgonce, Étival-Clairefontaine, La Voivre, Raon-l'Étape.
- Collèges à Raon-l'Étape, Saint-Dié-des-Vosges.
- Lycées à Saint-Dié-des-Vosges.

### Santé
Professionnels et établissements de santé :
- Médecins à Étival-Clairefontaine, Raon-l'Étape, Moyenmoutier[34].
- Pharmacies à Étival-Clairefontaine, Saint-Michel-sur-Meurthe, Senones, Raon-l'Étape.
- Hôpitaux à Senones, Raon-l'Étape, Badonviller, Baccarat, Saint-Dié-des-Vosges[35].

### Cultes
- Pour le culte catholique, les fidèles dépendent de la paroisse Sainte-Odile[36], Diocèse de Saint-Dié.

## Culture locale et patrimoine

### Lieux et monuments
- L'église de Saint-Remy, reconstruite en 1800.
- Monuments commémoratifs[37] :
- Monument aux morts[38] : Conflits commémorés : 1870-1871-  1914-1918 - 1939-1945.

Monument aux Morts,
Plaque commémorative 1914-1918,
Carré de corps restitués aux familles.
- Scierie hydraulique à cadre. Route de la Salle[40]

### Personnalités liées à la commune
- Léopold Renaudin (1749-1795), luthier, révolutionnaire français, membre du Club des jacobins, juré au tribunal révolutionnaire de Paris, y est né[41].
- Édouard Husson (1872-1958), mathématicien, y est né.

### Héraldique
| Blason de Saint-Remy | Blason  | Écartelé: au 1er d'or à la bande de gueules chargée de trois alérions d'argent, au 2e taillé de sinople au sapin d'argent et d'argent au sapin de sinople, au 3e d'azur à la crosse d'or mouvant de la pointe, au 4e de sinople à la bande d'argent chargée d'une bande moins large d'azur. |
| Blason de Saint-Remy | Détails | Création de l'école communale et Emmanuel Goetz. Adopté le 16 décembre 2016. |

## Pour approfondir